# نانسی کرس
نانسی آن کرس (زاده ۲۰ ژانویهٔ ۱۹۴۸ ،۷۷ سال) نویسنده داستان‌های علمی تخیلی آمریکایی متولد بوفالو، نیویورک است. او نوشتن را در سال ۱۹۷۶ آغاز کرد اما بیشتر با رمان نیمه کوتاه گدایان اسپانیا در سال ۱۹۹۱ به شهرت رسید.

## جوایز و افتخارات
- جایزه نبولا
  - ۱۹۸۵ بهترین داستان کوتاه برای خارج از همه آن ستاره‌های روشن (به انگلیسی: Out of All Them Bright Stars)[۳]
  - ۱۹۹۱ بهترین رمان نیمه کوتاه برای گدایان اسپانیا (به انگلیسی: Beggars in Spain)[۴]
  - ۱۹۹۷ بهترین رمان کوتاه برای گل‌های زندان اولیت (به انگلیسی: The Flowers of Aulit Prison)[۵]
  - ۲۰۰۷ بهترین رمان نیمه کوتاه برای چشمه عصر (به انگلیسی: Fountain of Age)[۶]
  - ۲۰۱۲ بهترین رمان نیمه کوتاه برای پس از سقوط، قبل از سقوط، هنگام سقوط (به انگلیسی: After the Fall, Before the Fall, During the Fall)[۷]
  - ۲۰۱۴ بهترین رمان نیمه کوتاه برای خویشاوند دیروز (به انگلیسی: Yesterday's Kin)[۸]
- جایزه هوگو
  - ۱۹۹۲ بهترین رمان نیمه کوتاه برای گدایان اسپانیا (به انگلیسی: Beggars in Spain)[۹]
  - ۲۰۰۹ بهترین رمان نیمه کوتاه برای اردمن نکسوس (به انگلیسی: The Erdmann Nexus)[۱۰]
- جایزه کمبل
  - ۲۰۰۳ بهترین رمان برای فضای احتمال (به انگلیسی: Probability Space)[۱۱]
- جایزه یادبود تئودور استورجن
  - ۱۹۹۷ بهترین داستان علمی تخیلی کوتاه برای گل‌های زندان اولیت (به انگلیسی: The Flowers of Aulit Prison)[۱۲]